# Огулинец
Огулинец (до 1991. године Огулинац) је насељено место у саставу Града Велике Горице, у Туропољу, Хрватска.

## Становништво
На попису становништва 2011. године, Огулинец је имао 292 становника.

## Попис1991.
На попису становништва 1991. године, насељено место Огулинац је имало 215 становника, следећег националног састава:
| Попис 1991.‍  | Попис 1991.‍  | Попис 1991.‍ | Попис 1991.‍ | Попис 1991.‍ |
| ------------ | ------------ | ----------- | ----------- | ----------- |
|              |              |             |             |             |
| Хрвати       | Хрвати       |             | 199         | 92,55%      |
| Муслимани    | Муслимани    |             | 5           | 2,32%       |
| Срби         | Срби         |             | 4           | 1,86%       |
| Југословени  | Југословени  |             | 1           | 0,46%       |
| неопредељени | неопредељени |             | 6           | 2,79%       |
| укупно: 215  |              |             |             |             |